# Gherardo Gambelli
Gherardo Gambelli (ur. 23 czerwca 1969 w Viareggio) – włoski duchowny rzymskokatolicki, arcybiskup metropolita Florencji od 2024. 

## Życiorys
Święcenia kapłańskie otrzymał 2 czerwca 1996 i został inkardynowany do archidiecezji florenckiej. Po święceniach pracował jako wikariusz w Rifredi, a w latach 2007–2011 był proboszczem parafii w Montughi. W 2011 wyjechał do Czadu i podjął pracę duszpasterską w parafiach archidiecezji ndżameńskiej, a w latach 2019–2022 był wikariuszem generalnym tej archidiecezji. W 2023 powrócił do Włoch i został proboszczem parafii MB z Tosse we Florencji.
18 kwietnia 2024 papież Franciszek mianował go arcybiskupem metropolitą Florencji. 24 czerwca 2024 otrzymał święcenia biskupie w Katedrze Santa Maria del Fiore we Florencji. Udzielił mu ich kardynał Giuseppe Betori. 29 czerwca 2024 w bazylice św. Piotra na Watykanie odebrał od papieża Franciszka paliusz.